# Ōita
Ōita (jap. 大分市 Ōita-shi) – miasto portowe położone w Japonii, na wyspie Kiusiu, ośrodek administracyjny prefektury Ōita.
Miasto leży w północno-wschodniej części wyspy Kiusiu, nad zatoką Beppu (Morze Japońskie). W mieście znajduje się port handlowy i pasażerski; Ōita posiada także port lotniczy.

## Historia

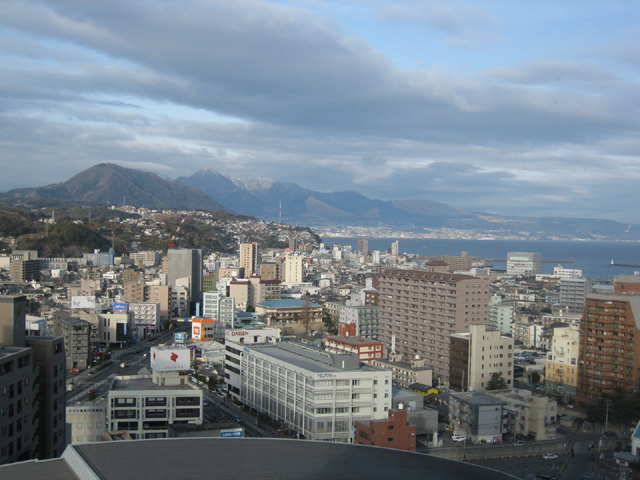
Ōita

Obszar miasta Ōita jest historycznie znany jako Funai (jap. 府内), stolica Bungo (jap. 豊后).
W okresie Sengoku (XV–XVI w.) potężny klan Ōtomo miał swoją siedzibę w Funai; obszar prosperował jako kluczowy port wymiany handlowej z Portugalią i chińską dynastią Ming. Sōrin Ōtomo, znany chrześcijański daimyō, był pierwszym, który zaczął szerzyć na tych terenach kulturę zachodnią. Funai było pierwszym miastem, w którym wybudowano szpital wzorowany na zachodnich i utworzono pierwszy japoński chór.

## Gospodarka
W latach 1960 i 1970 wzdłuż wybrzeża zatoki Beppu powstał okręg przemysłowy. Wśród zakładów powstałych w okręgu były firmy Nippon Steel i Shōwa Denkō.
W latach 70. XX wieku firmy Toshiba i Canon wybudowały i poszerzyły swoje zakłady w strefie śródlądowej. Do tego czasu miasto stało się głównym centrum produkcji podzespołów i urządzeń elektronicznych.
Obecnie rozwinięte jest hutnictwo żelaza i aluminium, przemysł drzewny, włókienniczy, chemiczny, petrochemiczny oraz celulozowo-papierniczy.
Centrum i dzielnice handlowe znajdują się na północ od stacji Ōita. Tereny te jednak stopniowo podupadają, ponieważ główne komercyjne obszary zostały rozproszone ze względu na budowę dużych centrów handlowych na przedmieściach.

## Populacja
Zmiany w populacji Ōita w latach 1970–2015:
| Rok  | Populacja |
| ---- | --------- |
| 1970 | 289 951   |
| 1975 | 347 702   |
| 1980 | 385 635   |
| 1985 | 413 622   |
| 1990 | 429 927   |
| 1995 | 446 581   |
| 2000 | 454 424   |
| 2005 | 462 317   |
| 2010 | 474 094   |
| 2015 | 478 335   |

## Miasta partnerskie
- Aveiro
- Wuhan
- Austin
- Kanton
- Vitória